# Звартебрук
Звартебрук (нід. Zwartebroek) — село в нідерландській провінції Гелдерланд. Входить до муніципалітету Барневелд.
Назва населеного пункту буквально перекладається як «чорне болото». Розвиток села був пов'язаний з видобутком торфу на навколишніх землях.